# عبد الحليم قدور
عبد الحليم قدور (1918 - 1994) سياسي ودبلوماسي سوري وأحد مؤسسي حزب البعث العربي الاشتراكي.

## ولادته وتحصيله
ولد في قارة في منطقة النبك شمال دمشق. كان الولد الثاني للشيخ فايز محمد قدور، والسيدة فاطمة ابنة الشيخ أنيس الكلاليب، أشهر علماء الفقه واللغة في حمص. تلقى تعليمه الابتدائي والإعدادي في مدارس قارة وحمص، ونال شهادة البكالوريا، من مكتب عنبر في دمشق ثم انتسب إلى كلية الحقوق في الجامعة السورية وتخرج منها عام، 1942.

## عمله ووظائفه
- عمل في سلكي المحاماة والقضاء.[2]
- عمل مستشاراً قانونياً لوزارة الدفاع
- عين قاضياً في حمص وحماة، وطرطوس، ودرعا، والسلمية، وتدمر، والزبداني.
- انتخب نائباً عن منطقة القلمون ممثلاً لحزب البعث العربي الاشتراكي.[3]
- عين وزيراً للداخلية في حكومة بشير العظمة
- عين وزيراً للإعلام في حكومة خالد العظم الخامسة التي تشكلت في السابع عشر من أيلول عام 1962 واستمرت حتى انقلاب الثامن من آذار عام 1963م.
- شغل منصب محافظ اللاذقية.[4]
- عين سفيراً للجمهورية العربية السورية في المجر والنمسا.

## وفاته
بعد اعتزاله المجال السياسي أقام قي دمشق ومارس عمله في المحاماة في دمشق حتى وفاته في 1994/10/13م.